# الخويلدي محمد الحميدي
الخويلدي محمد صالح عبد الله الحميدي (يناير 1943 - 27 يوليو 2015)، عسكري ليبي برتبه فريق ركن في عهد معمر القذافي، وعضو مؤسس في مجلس قيادة الثورة الليبية، وأول أمين عام للحركة الوطنية الشعبية الليبية. وكان جزءاً من الدائرة الداخلية للقذافي.

## حياته
ولد الحميدي في صرمان عام 1943. كان والده يمتلك مزرعة بين صرمان وصبراتة. التحق بالمدرسة الابتدائية في صرمان والثانوية في الزاوية، وتخرج من أكاديمية جامعة بنغازي العسكرية برتبة ملازم ثان عام 1965. كانت أول مهمة عسكرية له مع الكتيبة الملكية في درنة. وعين بعد ذلك قائدًا مساعدًا لكتيبة إدريس الأولى في سبها ثم ترهونة.

### المناصب التى تقلدها
لعب الحميدي دورًا بارزا في انقلاب سبتمبر 1969 الذي أطاح بالملك إدريس وجلب معمر القذافي إلى السلطة. تم تكليف الحميدي على وجه التحديد بالاستيلاء على المحطة الإذاعية في طرابلس واعتقال ولي العهد حسن السنوسي. بعد الانقلاب الناجح كان الحميدي جزءًا من الاثني عشر رجلاً الذين شكلوا مجلس قيادة الثورة الليبي.
في أغسطس 1975، قاد وزير التخطيط عمر المحيشي وبشير هوادي وعوض علي حمزة والذين كانوا جميعًا أعضاء في مجلس قيادة الثورة المكون من 12 عضوًا انقلابًا ضد القذافي لكن الانقلاب فشل. فر المحيشي إلى تونس وفر عضو آخر في مجلس قيادة الثورة يُشتبه في عدم ولائه وهو عبد المنعم الهوني إلى مصر واعتقل هوادي وعوض. تقلص عدد أعضاء مجلس قيادة الثورة في النهاية إلى خمسة أعضاء فقط بعد هذه الحادثة إلى: القذافي، وعبد السلام جلود، وأبو بكر يونس جبر، ومصطفى الخروبي، والحميدي. كان الخمسة جميعًا من خلفية فقيرة أو من الطبقة المتوسطة الدنيا.
شغل الحميدي منصب وزير الداخلية ورئيس المخابرات العسكرية ورئيس المحاكم العسكرية في عهد القذافي. كما كان عضوا في اللجنة المؤقتة العامة للدفاع.

### الحرب الأهلية الليبية 2011
عندما اندلعت الحرب الأهلية الليبية الأولى في فبراير 2011 لم يكن الحميدي يشغل أي منصب سياسي أو تنفيذي رسمي لأنه كان متقاعد. ومع ذلك فقد حافظ على علاقات شخصية وثيقة مع القذافي نتيجة زواج ابنته من الساعدي القذافي نجل القذافي . خلال الحرب الأهلية قيل أن الحميدي كان يقود العمليات العسكرية الميدانية في الزاوية.
بعد معركة طرابلس فر الحميدي إلى تونس، حيث أصيب بنوبة قلبية وتم نقله إلى المستشفى في تونس. اتهمته تونس بدخول البلاد بطريقة غير شرعية.
لم يُحاكم الحميدي في تونس ولم يتم ترحيله إلى ليبيا. وبحسب ما ورد أمضى بعض الوقت في المغرب قبل أن يستقر في مصر. في فبراير 2012 تأسست الحركة الوطنية الشعبية الليبية من قبل الموالين للقذافي في المنفى وشغل الحميدي منصب الأمين العام الأول لها. مُنع الحزب من المشاركة في الانتخابات البرلمانية الليبية 2012.

## حياته الخاصة
تزوج من ابنة عمه عائشة الحميدي عام 1970. كانت زوجته أستاذة تاريخ وحصلت على درجة الماجستير من جامعة الفاتح في طرابلس. وأنجبا ست بنات وثلاثة أبناء من بينهم خالد الحميدي رئيس المنظمة الدولية للسلام والرعاية والإغاثة. إحدى بناته متزوجة من الساعدي القذافي نجل معمر القذافي.

## وفاته
توفى يوم الإثنين 27 مايو 2015 بأحد مستشفيات العاصمة المصرية القاهرة عن عمر يناهز 72 عاماً.